# آتشین (فیلم)
آتشین (آلمانی: Roter Himmel) یک فیلم درام آلمانی محصول سال ۲۰۲۳ به کارگردانی کریستین پتزولد با بازی توماس شوبرت، پائولا بیر، لنگستون اویبل و اننو تربس است. درام رابطه روی چهار نفر تمرکز دارد که در خانه تعطیلات خود در دریای بالتیک در اثر آتش‌سوزی‌های کنترل نشده جنگل به دام افتاده‌اند.
این فیلم برنده جایزه بزرگ هیئت داوران خرس نقره ای در هفتاد و سومین جشنواره بین‌المللی فیلم برلین شد، جایی که اولین نمایش جهانی خود را در قرار است در ۲۰ آوریل ۲۰۲۳ در سینماها اکران شود

## خلاصه داستان
در یک خانه تعطیلات در دریای بالتیک نه چندان دور از اهرنشوپ در تابستان گرم و خشک، چهار جوان ملاقات می‌کنند. یک آتش‌سوزی جنگل وجود دارد و به آرامی و به‌طور نامحسوس در میان دیوارهای شعله محصور می‌شوند. به دام افتاده، آنها نزدیک تر می‌شوند و سپس میل، عشق و رابطه جنسی بر آنها چیره می‌شود.

## بازیگران
- توماس شوبرت در نقش لئون
- پائولا بیر در نقش ناجا
- لنگستون اویبل در نقش فلیکس
- انو تربس در نقش دیوید
- ماتیاس برانت در نقش هلموت
- استر اش در نقش خانم کونیگ، مدیر هتل
- جنیفر آنتونی در نقش خانم رولاند، صندوقدار
- جوناس داسلر
- ماریکه زوارت به عنوان آتش‌نشان

## تولید
در اکتبر ۲۰۲۰، کریستین پتزولد فیلم بعدی خود را معرفی کرد، که دربارهٔ داستان عشق همجنس گرایان است. او گفت که می‌خواهد مجموعه ای از فیلم‌ها را با الهام از عناصر کلاسیک آب، خاک، آتش و هوا بسازد. با شروع با اوندین (فیلم ۲۰۲۰) در سال ۲۰۲۰ کارگردانی کند.

## انتشار
آتشین اولین نمایش خود را در ۲۲ فوریه ۲۰۲۳ به عنوان بخشی از هفتاد و سومین جشنواره بین‌المللی فیلم برلین در رقابت انجام داد. قرار است در ۲۰ آوریل ۲۰۲۳ در سینماها اکران شود

## جوایز و تمجیدها

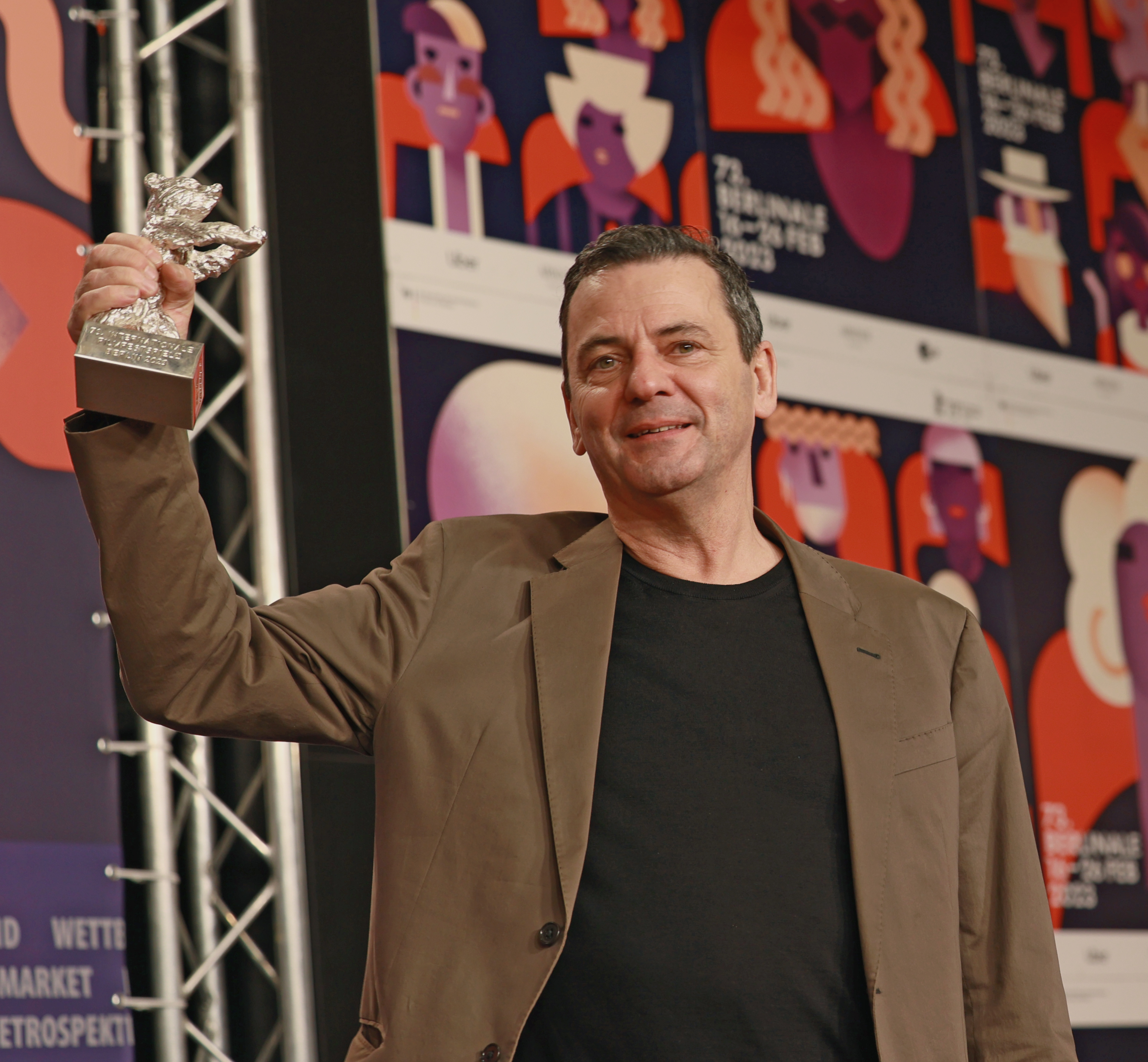
کریستین پتزولد، با جایزه بزرگ هیئت داوران خرس نقره ای برای آتشین

| جایزه                        | تاریخ         | دسته‌بندی                           | گیرنده | نتیجه       |
| ---------------------------- | ------------- | ---------------------------------- | ------ | ----------- |
| جشنواره بین‌المللی فیلم برلین | ۲۵ فوریه ۲۰۲۳ | جایزه بزرگ هیئت داوران خرس نقره ای |        | [ ۵ ] [ ۶ ] |